# Самсоново (Курська область)
Самсоново (рос. Самсоново) — присілок в Медвенському районі Курської області Російської Федерації.
Населення становить 16 осіб. Входить до складу муніципального утворення Гостомлянська сільрада.

## Історія
Населений пункт розташований на території українського етнічного та культурного краю Східна Слобожанщина.
Від 2004 року входить до складу муніципального утворення Гостомлянська сільрада.

## Населення
| 2002 | 2010 |
| ---- | ---- |
| 35   | ↘16  |